# Анши (национальный парк)
Анши — национальный парк в Индии.
Расположен в штате Карнатака, округ Уттара-Каннада, на территории Западных Гхат. Территория парка примыкает к заповеднику Дандели, вместе с ним и еще шестью охраняемыми территориями образует леса площадью 2200 км². Был образован в 2 сентября 1987 году, с 2007 г. — часть проекта «Тигр».

## Флора и Фауна
Господствующими древесными породами в парке Анши принято считать бамбук, серебряный дуб, баухинию, эвкалипт, лантану, тик, ксилию.
Фауна парка представлена леопардами, тиграми и слонами. Также обитают: индийский макак, несколько видов оленей, гаур, панголин, медведь-губач и др. Среди рептилий встречаются: королевская кобра, крайты, питоны, лазающие полозы и гадюковые. Обычны встречи с гаурами, замбарами, лангурами, джунглевыми кошками, мангустами, шакалами. В Анши также обитает около 200 видов птиц.